# Stanley (Dakota del Nord)
Stanley è un centro abitato (city) degli Stati Uniti d'America, capoluogo della Contea di Mountrail nello Stato del Dakota del Nord. Nel censimento del 2000 la popolazione era di 1 279 abitanti. La città è stata fondata nel 1902.

## Geografia fisica
Secondo i rilevamenti dell'United States Census Bureau, la località di Stanley si estende su una superficie di 4,50 km², tutti occupati da terre.

## Popolazione
Secondo il censimento del 2000, a Stanley vivevano 1 279 persone, ed erano presenti 332 gruppi familiari. La densità di popolazione era di 286 ab./km². Nel territorio comunale si trovavano 664 unità edificate. Per quanto riguarda la composizione etnica degli abitanti, il 98,98% era bianco, lo 0,55% era nativo, lo 0,31% proveniva dall'Asia e lo 0,08% proveniva dall'Oceano Pacifico. Lo 0,08% apparteneva a due o più razze. La popolazione di ogni razza ispanica corrispondeva allo 0,55% degli abitanti.
Per quanto riguarda la suddivisione della popolazione in fasce d'età, il 22,3% era al di sotto dei 18, il 5,9% fra i 18 e i 24, il 18,8% fra i 25 e i 44, il 22,8% fra i 45 e i 64, mentre infine il 30,3% era al di sopra dei 65 anni di età. L'età media della popolazione era di 47 anni. Per ogni 100 donne residenti vivevano 86,2 maschi.